# Embros-Therme

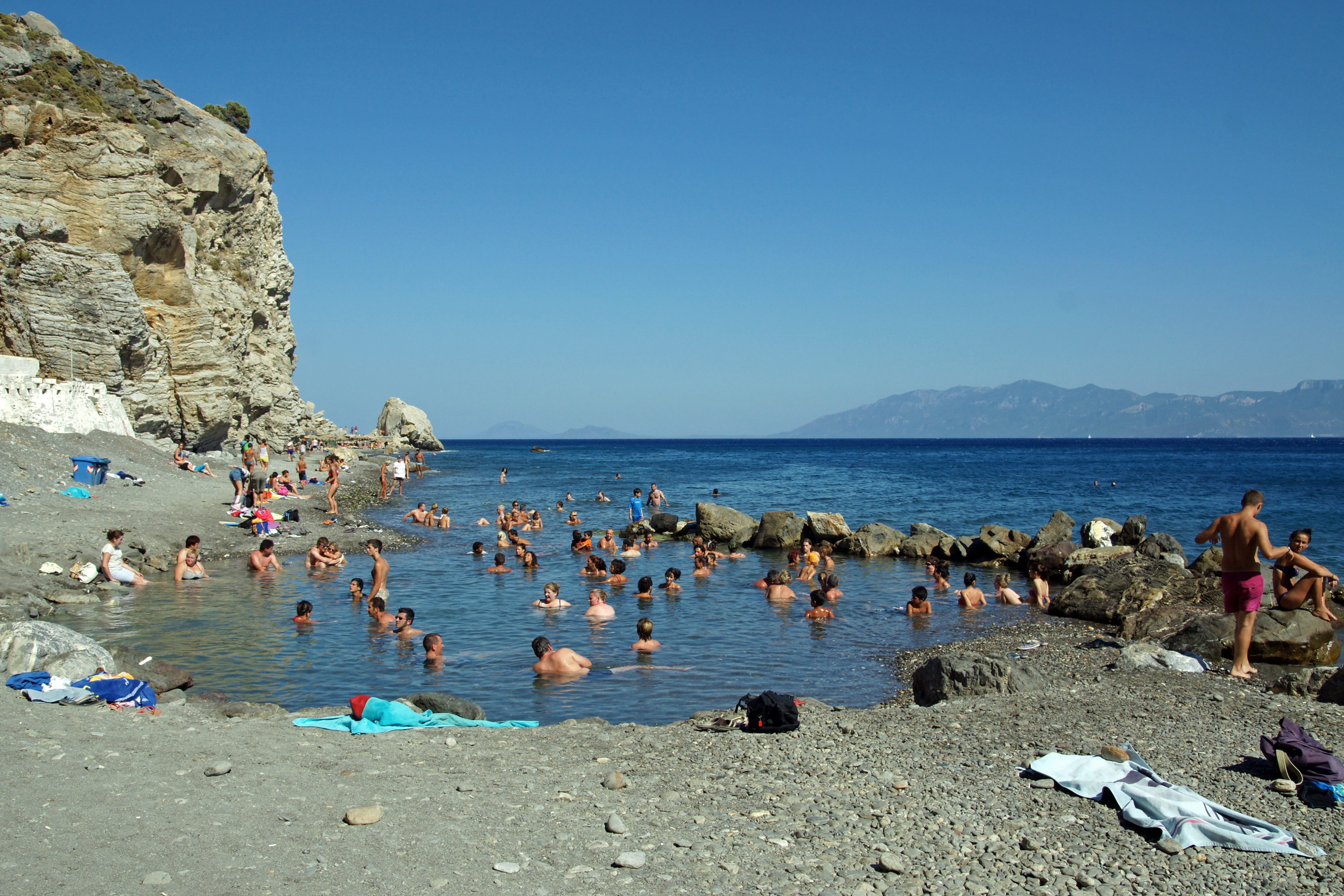
Embros-Therme

Die Embros-Therme auf der griechischen Insel Kos ist eine Thermalquelle und befindet sich an der östlichen Südküste circa 12 Kilometer entfernt von der Stadt Kos.
Aus einer Felsspalte fließt 49 °C heißes nach Schwefel riechendes Wasser. In einem aus Felsen errichteten 25 m² großen Becken wird es weitgehend aufgefangen. Besucher können darin baden. Vom Meeresboden steigen bei den Thermen Gasbläschen hervor.
Regelmäßige Bäder sollen gegen Haut-, Augen, Atemwegs- und Muskelerkrankungen, sowie Rheumatismus und Arthritis helfen.